# Рудківський повіт
Рудківський повіт (нім. Bezirk Rudki, пол. Powiat rudecki) — історична адміністративно-територіальна одиниця у складі Королівства Галичини і Володимирії, ЗУНР, Польщі, УРСР і Третього Рейху. Адміністративним центром повіту було місто Рудки.

## Королівство Галичини та Володимирії
Повіт утворений у 1854 році з 37 самоврядних громад-гмін (Бенькова Вішня, Бложев Дольна (Блажів), Ваньковіце (Ваньковичі), Вощаньце (Вощанці), Вістовіце (Вістовичі), Гошани, Дубаньовіце (Дубаневичі), Долобув (Долобів), Заґуже (Загір'я), Конюшкі Сємяновскє (Конюшки-Семенівські), Канафости, Кнігиніце (Княгиничі), Колбайовіце (Колбаєвичі), Коропуж, Косьцєльнікі (Костильники), Кропєльнікі (Кропильники), Купновіце Нове (Купновичі), Купновіце Старе (Купновичі), Ляшкі Завьонзане (Зав'язанці), Міхалєвіце (Михайлевичі), Новосюлкі Ґосцінне (Новосілки-Гостинні), Ніговіце (Ніговичі), Острув (Острів), Подгайчикі, Романувка (Романівка), Роздзяловіце (Роздільне), Рудки, Угерце Вєняскє, Хлопчице (Хлопчиці), Чайковіце (Чайковичі), Черніхув (Чернихів), Чішевіце (Чижевичі), Шептице (Шептичі)) і 25 фільварків, поділявся на 35 кадастральних гмін.
Після адміністративної реформи 1867 року були скасовані округи, і до Рудківського повіту приєднаний Комарницький повіт, який складався з 38 самоврядних громад-гмін (Андрианув (Андріянів), Бжезєц (Березець), Бурче (Бірче), Бучали, Вербіж, Гонятиче (Гонятичі), Горбаче (Горбачі), Горжанна Мала (Мала Горожанна), Горжанна Вєлька (Велика Горожанна), Румно (Грімне), Голодувка, Кагуюв (Кагуїв), Катариніце (Катериничі), Колодруби, Комарно, Конюшкі Крулєвскє (Конюшки-Королівські), Конюшкі Туліґловскє (Конюшки-Тулиголівські), Ловчице (Лівчиці), Малінув (Малинів), Манастежец (Монастирець), Мости, Нова Вєсь (Нове Село), Новосюлкі Опарскє (Новосілки-Опарські), Подзвєжинєц (Підзвіринець), Поверхув (Повергів), Подольце (Подільці), Погорце (Погірці), Пожече (Поріччя), Сусулув (Сусолів), Туліґлови (Тулиголови), Ричихув (Ричагів), Татаринув (Татаринів), Тершакув (Тершаків), Хлопи, Черкаси, Чуловіце (Чуловичі), Якімчице (Якімчиці) і 28 фільварків, поділявся на 35 кадастральних гмін; Комарницький повіт зберігся в структурі судової адміністрації.
На 1880 р. в повіті було: 39554 греко-католики, 13847 римо-католиків, 475 лютеран, 2 кальвіністів, 67 менонітів, 4911 юдеїв і 1 атеїст. У товариських стосунках користувались переважно українською мовою — 37058 осіб, польською — 19020, німецькою — 2737, іншими — 2.
У 1883 р. села Черкаси і Горбачі передані з Рудківського повіту до Львівського. В 1888 р. повіт складався зі 72 самоврядних громад (гмін) і 53 фільварків, поділявся на 73 кадастральні гміни.

## ЗУНР
Повітовим комісаром і делегатом до УНРади був обраний адвокат д-р Олександер Марітчак (УНДП). Міським комісаром (бургомістром) Рудків був обраний поручник Зенон Кульчицький. Через велику протяжність повіту на Судовий округ Комарно був призначений окремий комісар д-р Іван Кос, штабний лікар та адвокат. Міським комісаром Комарна був обраний Дмитро Ольховий, директор «Товариства Задаткового».
Повіт входив до Львівської військової області ЗУНР.

## Під польською окупацією
Включений до складу Львівського воєводства Польщі при утворенні воєводства 3 грудня 1920 року на окупованих землях ЗУНР.
Станом на 1934 рік площа Рудківського повіту становила 670 км²; населення (1931 р.) — 79 200 осіб.

### Зміни адміністративного поділу

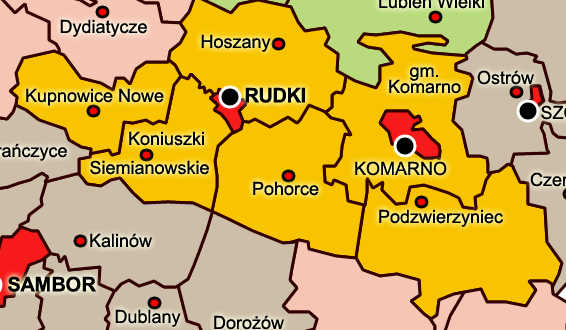
Рудківський повіт

15 червня 1934 р. з Рудківського повіту до Грудецького передано село Годвишня.
1 серпня 1934 р. здійснено новий поділ на сільські гміни внаслідок об'єднання дотогочасних (збережених від Австро-Угорщини) ґмін, які позначали громаду села. Новоутворені ґміни відповідали волості — об'єднували громади кількох сіл і в дуже рідкісних випадках обмежувались єдиним дуже великим селом.

#### Міста (Міські ґміни)
1. м. Комарно
2. містечко Рудки — місто з 1934 р.

#### Сільські ґміни
Кількість:
1920—1934 рр. — 69
1934—1939 рр. — 6
| Об'єднані сільські ґміни 1934 року | Об'єднані сільські ґміни 1934 року | Старі сільські ґміни | Кількість |
| ---------------------------------- | ---------------------------------- | --- | --------- |
| 1                                  | Ґміна Гошани                       | Бенькова Вішня, Чішевіце (Чижевичі), Гошани, Дубаньовіце (Дубаневичі), Коропуж, Милчіце (Мильчиці), Подгайчикі, Романувка (Романівка), Угерце Вєняскє, Шоломєніце (Шоломиничі), Яремкув (Яремків), Ятвєнґі (Ятвяги), | 12        |
| 2                                  | Ґміна Комарно                      | Андрианув (Андріянів), Бучали, Бурче (Бірче), Бжезєц (Березець), Румно (Грімне), Катариніце (Катериничі), Пожече (Поріччя), Туліґлови (Тулиголови), Хлопи, Чуловіце (Чуловичі), Якімчице (Якімчиці) | 11        |
| 3                                  | Ґміна Конюшкі Сємяновскє           | Вістовіце (Вістовичі), Долобув (Долобів), Заґуже (Загір'я), Конюшкі Сємяновскє (Конюшки-Семенівські), Міхалєвіце (Михайлевичі), Новосюлкі Ґосцінне (Новосілки-Гостинні), Хлопчице (Хлопчиці), Черніхув (Чернихів) | 8         |
| 4                                  | Ґміна Купновіце Нове               | Бложев Дольна (Блажів), Ваньковіце (Ваньковичі), Вощаньце (Вощанці), Канафости, Кнігиніце (Княгиничі), Косьцєльнікі (Костильники), Кропєльнікі (Кропильники), Купновіце Нове (Купновичі), Купновіце Старе (Купновичі), Ляшкі Завьонзане (Зав'язанці), Ніговіце (Ніговичі), Острув (Острів), Роздзяловіце (Роздільне), Шептице (Шептичі) | 14        |
| 5                                  | Ґміна Подзвєжинєц                  | Горжанна Мала (Мала Горожанна), Горжанна Вєлька (Велика Горожанна), Колодруби, Ловчице (Лівчиці), Манастежец (Монастирець), Мости, Нова Вєсь (Нове Село), Новосюлкі Опарскє (Новосілки-Опарські), Подзвєжинєц (Підзвіринець), Поверхув (Повергів), Ричихув (Ричагів), Татаринув (Татаринів), Тершакув (Тершаків)                        | 13        |
| 6                                  | Ґміна Погорце                      | Голодувка, Колбайовіце (Колбаєвичі), Конюшкі Крулєвскє (Конюшки-Королівські), Конюшкі Туліґловскє (Конюшки-Тулиголівські), Малінув (Малинів), Острув Нови (Новий Острів), Подольце (Подільці), Погорце (Погірці), Сусулув (Сусолів), Чайковіце (Чайковичі)                                                                              | 10        |
| передано до Грудецького повіту     | передано до Грудецького повіту     | Годвишня (до 15.06.1934) | 1         |

### Населення
У 1907 році українці-грекокатолики становили 65 % населення повіту.
У 1939 році в повіті проживало 85 870 мешканців (55 090 українців-грекокатоликів — 64,16 %, 10 145 українців-латинників — 11,81 %, 13 670 поляків — 15,92 %, 1 040 польських колоністів міжвоєнного періоду — 1,21 %, 5 655 євреїв — 6,59 % і 270 німців та інших національностей — 0,31 %).
Публіковані польським урядом цифри про національний склад повіту за результатами перепису 1931 року (з 79 170 населення ніби-то було аж 38 417 (48,52 %) поляків при 36 254 (45,79 %) українців, 4 247 (5,36 %) євреїв і 22 (0,03 %) німців) суперечать даним, отриманим від місцевих жителів (див. вище) та пропорціям за допольськими (австрійським 1910 року) та післяпольськими (радянським 1940 і німецьким 1943) переписами.

## Радянський період
27 листопада 1939 р. повіт включено до новоутвореної Дрогобицької області.
17 січня 1940 р. повіт ліквідований шляхом поділу на райони — кожен із кількох ґмін:
- Рудківський — з міської ґміни Рудки та сільських ґмін Гошани, Конюшкі Сємяновскє, Купновиці Нове і Погорце;
- Комарнівський — з міської ґміни Комарно та сільських ґмін Комарно і Подзвєжинєц.

## Третій Райх
Німецькою окупаційною владою 1.08.1941 відновлений повіт, відновлений був також і поділ на ґміни. Рудківський повіт 11.08.1941 разом з Мостиським повітом підпорядковано крайскомісаріату Судова Вишня (нім. Kreiskommissariat Sadowa Wisznia). На чолі стояв крайсгауптман крайскомісаріату Судова Вишня, цю посаду з 15 вересня 1941 займав адвокат Штокгек (нім. Stockhoeck), який водночас був  окружним старостою окружного староства Лемберг-Гродек — крайсгауптманом. Адміністративним центром було місто Львів.
Пізніше окружне староство Лемберг-Гродек було перейменовано на окружне староство Лемберг-Ланд-Схід (нім. Kreishauptmannschaft Lemberg-Land-Ost). 1 квітня 1942 шляхом об'єднання окружних староств Лемберг-Ланд-Схід і Лемберг-Ланд-Захід та крайскомісаріату Судова Вишня було утворено т. зв. «Львівську заміську округу» (нім. Kreishauptmannschaft Lemberg-Land) або ж «Львівське окружне староство». З 1 червня 1943 керівником об'єднаного окружного староства став оберландрат барон Йоахім фон дер Лаєн. 1 липня 1943 створено Бібрківський, Городоцький, Судововишнянський і Жовківський повітові комісаріати (нім. Landkommissariate Bóbrka, Gródek, Sadowa Wisznia, Zolkiew).
Після повторної радянської окупації на початку серпня 1944 р., радянською владою повіт знову був поділений на райони.